# Caroline Larivière
Pour les articles homonymes, voir Larivière.
Caroline Larivière, née le 10 décembre 1960, est une judokate belge qui évoluait dans la catégorie des moins de 48 kg (super-légers).

## Palmarès
Caroline Larivière a fait plusieurs podiums internationaux.
Elle a remporté six fois le championnat de Belgique sénior.
| Chpt de Belgique | Chpt de Belgique | 1986 | 1987 | 1988 | 1989 | 1990 | 1991 | 1992 | 1993 | 1994 | 1995 | 1996 | 1997 |
| ---------------- | ---------------- | ---- | ---- | ---- | ---- | ---- | ---- | ---- | ---- | ---- | ---- | ---- | ---- |
| super-légers     | -48 kg           | 1er  | -    | -    | 1er  | 1er  | 1er  | 1er  | 1er  | 2e   | -    | -    | 3e   |